# Agelaia baezae
Agelaia baezae är en getingart som först beskrevs av Richards 1943.  Agelaia baezae ingår i släktet Agelaia och familjen getingar. Inga underarter finns listade i Catalogue of Life.